# 张采五
张采五（？—？），浙江萧山人，清朝政治人物。
監生出身。嘉庆六年，任兴化府知府。乾隆五十八年，擔任泉州府知府。